# Rajd Dunaju 1973
Rajd Dunaju 1973 (9. Danube Rally) – 9. edycja rajdu samochodowego Rajd Dunaju rozgrywanego w Rumunii. Rozgrywany był od 27 do 29 lipca 1973 roku. Była to piętnasta runda Rajdowych Mistrzostw Europy w roku 1973 oraz trzecią rundą Rajdowego Pucharu Pokoju i Przyjaźni w roku 1973.

## Klasyfikacja rajdu
| Miejsce                      | Kierowca                     | Pilot                        | Samochód                     | Czas                         | Strata                       |                              |
| Klasyfikacja generalna i ERC | Klasyfikacja generalna i ERC | Klasyfikacja generalna i ERC | Klasyfikacja generalna i ERC | Klasyfikacja generalna i ERC | Klasyfikacja generalna i ERC | Klasyfikacja generalna i ERC |
| ---------------------------- | ---------------------------- | ---------------------------- | ---------------------------- | ---------------------------- | ---------------------------- | ---------------------------- |
| 1.                           | Walter Röhrl                 | Jochen Berger                | Opel Ascona 1.9 SR           | 1:19:37                      | 0.0                          |                              |
| 2.                           | Sergio Barbasio              | Gino Macaluso                | Fiat 124 Abarth Rallye       | 1:20:56                      | +1:19                        |                              |
| 3.                           | Sandro Munari                | Mario Mannucci               | Lancia Fulvia 1.6 Coupé HF   | 1:22:04                      | +2:27                        |                              |
| 4.                           | Eugeniu Ionescu Cristea      | Alexandru Ionescu Christea   | Renault 12 Gordini           | 1:31:56                      | +12:19                       |                              |
| 5.                           | Yordan Toplodolski           | Vladimir Iliev               | Renault 12 Gordini           | 1:37:20                      | +17:43                       |                              |
| 6.                           | Dorin Motoc                  | Cornel Motoc                 | Renault 12 Gordini           | 1:38:03                      | +18:26                       |                              |
| 7.                           | Włodzimierz Markowski        | Andrzej Radecki              | Polski Fiat 125p 1500        | 1:39:36                      | +19:59                       |                              |
| 8.                           | Iosif Santa                  | Ilie Olteanu                 | Dacia 1300                   |                              |                              |                              |
| 9.                           | Constantin Pescaru           | Mircea Popescu               | Dacia 1300                   | 1:42:12                      | +22:35                       |                              |
| 10.                          | Maciej Stawowiak             | Jan Czyżyk                   | Polski Fiat 125p 1500        |                              |                              |                              |
| Klasyfikacja CoPaF           |                              |                              |                              |                              |                              |                              |
| 1.                           | Eugeniu Ionescu Cristea      | Alexandru Ionescu Christea   | Renault 12 Gordini           | 1:31:56                      | +12:19                       |                              |
| 2.                           | Yordan Toplodolski           | Vladimir Iliev               | Renault 12 Gordini           | 1:37:20                      | +5:24                        |                              |
| 3.                           | Dorin Motoc                  | Cornel Motoc                 | Renault 12 Gordini           | 1:38:03                      | +6:07                        |                              |
| 4.                           | Włodzimierz Markowski        | Andrzej Radecki              | Polski Fiat 125p 1500        | 1:39:36                      | +7:40                        |                              |
| 5.                           | Iosif Santa                  | Ilie Olteanu                 | Dacia 1300                   |                              |                              |                              |
| 6.                           | Constantin Pescaru           | Mircea Popescu               | Dacia 1300                   | 1:42:12                      | +10:16                       |                              |
| 7.                           | Maciej Stawowiak             | Jan Czyżyk                   | Polski Fiat 125p 1500        |                              |                              |                              |